# Пархим
Па́рхим (нем. Parchim) — город в Германии, административный центр района Людвигслуст-Пархим, относящегося к земле Мекленбург-Передняя Померания, расположенный на реке Эльда в 40 км юго-восточнее административного центра федеральной земли.

## История

### Название
Название города позаимствовано из славянских языков. Согласно одной из версий название города связано с именем языческого бога-солнца Пархома.

### Герб
Герб был учрежден 10 апреля 1858 года Великим герцогом Мекленбург-Шверинским Фридрихом Францем II и зарегистрирован под номером 21 герба земли Мекленбург-Передняя Померания.
Герб: "В красном цвете голова черного быка, смотрящая вперед, с черными рогами, вокруг каждой из которых привязаны три золотые полосы, и золотая корона с пятью зубцами, украшенными лилиями и жемчугом; между рогами, вырастающими из головы быка, четырехконечные стержни золотого оленьего рога. Голова быка срезана: на высоте венчика короны две шестиконечные золотые звезды, в том числе два стебля зеленого клевера с наклоненными наружу листьями" .

### Флаг
Флаг города имеет равномерную полосу черного, красного и зеленого цветов. Длина полотнища флага связана с высотой от 5 до 3

## В литературе
Город Пархим и его окрестности являются местом действия цикла фантастических произведений "Новые люди" А. Воропаева

## Ссылки

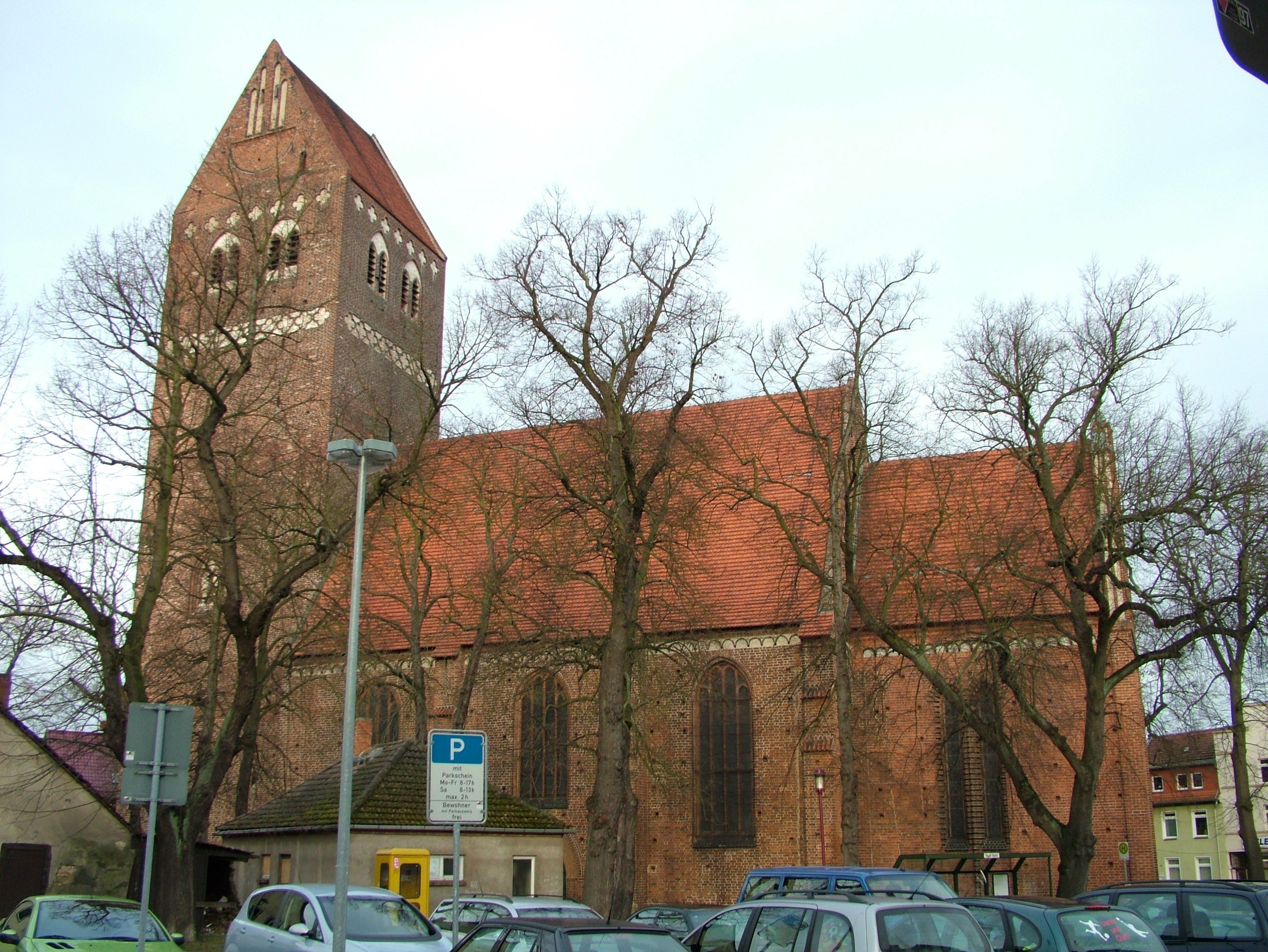
Церковь Святой Марии